# Глушець (заказник)
Глушець — ландшафтний заказник місцевого значення. Об'єкт розташований на території Овруцького району Житомирської області, ДП «Словечанський лісгосп АПК», Овруцьке лісництво, квартали 1, 2.
Площа — 1242,46 га, статус отриманий у 2009 році.